# 威廉斯鎮區 (北達科他州基德縣)
威廉斯鎮區（英語：Williams Township）是位於美國北達科他州基德縣的一個鎮區。

## 地方資料
威廉斯鎮區的面積為93.85平方千米，當中陸地面積為87.56平方千米，而水域面積為6.29平方千米。根據2020年美國人口普查的數據，當地共有人口12人，而人口密度為每平方千米0.13人。